# アンドレア・ドーリア級巡洋艦
アンドレア・ドーリア級巡洋艦（イタリア語: incrociatori lanciamissili classe Andrea Doria）は、イタリア海軍の巡洋艦（ミサイル巡洋艦・ヘリコプター巡洋艦）の艦級。両艦ともカイオ・ドゥイリオ級戦艦の名を受け継いでいる。

## 来歴
イタリア海軍では、1957-1958年度計画において、地中海で艦隊や輸送船団の艦隊防空および対潜防御を担う巡洋艦3隻を計画した。これが本級である。なお本級の建造は2隻で終了し、3番艦「エンリコ･ダンドロ」は1959-60年度計画に繰り延べたうえで、発展型の「ヴィットリオ・ヴェネト」となった。
なお「アンドレア・ドーリア」は1976年から78年にかけて全面的な近代化改装を行った。1979年から1980年にかけて「カイオ・ドゥイリオ」も改装されたが、こちらは練習艦への転用が主眼となっており、戦闘システムの更新は限定的なものとなった。

## 設計
基本設計は、1956-57年度より建造を開始したインパヴィド級駆逐艦をもとに、所定の航空艤装を設置できるように艦型を拡大したものとなっている。ヘリコプター甲板は艦尾から大きく張り出して設けられた。減揺装置として、ジャイロフィン・サルモイラーギ式のフィンスタビライザーを装備している。機関部はシフト配置となっており、ボイラー室2室と機械室2室が中間区画を挟んで前後に分離されて配されている。
ボイラーはインペトゥオーソ級・インパヴィド級と同様で、フォスター・ホイーラー式、蒸気性状も圧力50 kgf/cm2 (710 lbf/in2)、温度450 °C (842 °F)が踏襲された。一方、機関出力は60,000馬力とされた。電源としては、機械室に1,000キロワットのタービン主発電機が2基ずつ配置されたほか、出力350キロワットのディーゼル発電機も計2基搭載された。

## 装備

### C4ISR
戦術情報処理装置としては、SADOC-1を搭載した。これはアメリカ海軍がミサイル・フリゲート（DLG）に搭載していた海軍戦術情報システム（NTDS）のイタリア版というべきものであり、同じようにCP-642B電子計算機とAN/SYA-4ディスプレイを用いていた。また電子計算機に武器管制システム（WDS）もインストールされていたのも米海軍DLGと同様である。
レーダーはインパヴィド級の構成が踏襲され、対空捜索用のAN/SPS-12、対水上捜索用のMM/SPQ-2、3次元式のAN/SPS-39が搭載された。なおAN/SPS-39については、1976年からの改装の際に「アンドレア・ドーリア」ではAN/SPS-52に換装された。「カイオ・ドゥイリオ」でも、これに準じたプレーナアレイ・アンテナの搭載は行われたものの、完全な更新は実現しなかった。また1980年までに、AN/SPS-12もMM/SPS-768（RAN-3L）に更新された。
ソナーはインペトゥオーソ級と同系統のAN/SQS-39が搭載された。「アンドレア・ドーリア」では、1976年からの改装の際にAN/SQS-23に更新された。
1970年代後半の改修の際に電子戦装置も更新され、SPR-4電波探知装置とSLQ-D電波妨害装置が搭載された。

### 武器システム
防空艦としての最重要装備がテリア艦隊防空ミサイル・システムである。イタリア海軍は、1957年から1961年にかけて巡洋艦「ジュゼッペ・ガリバルディ」をミサイル巡洋艦に改装し、テリア・ミサイルの運用に着手していた。ただし同級では、アメリカ海軍のボストン級ミサイル重巡洋艦（CAG）と同様に垂直方向に再装填する方式の発射機を採用していたのに対し、本級では、ミサイル嚮導駆逐艦（DLG）と同系列のMk.10 GMLSを搭載した。また1970年代後半の改修により、両艦ともSM-1ERの運用に対応し、これに伴いミサイル誘導用の火器管制レーダーをAN/SPG-55Aから55Cに更新した。
近距離用の対空兵器としては、62口径76mm単装砲（MMIアラーガト）8基を搭載した。砲射撃指揮装置（GFCS）としては、MM/SPG-70（RTN-10X）火器管制レーダーを用いたNA-9砲射撃指揮装置4基を搭載する。なお「カイオ・ドゥイリオ」は、練習艦として改装された際に62口径76mm単装砲2基とNA-9砲射撃指揮装置1基を撤去した。

### 航空艤装
対潜戦のため、本級ではアグスタ-シコルスキーASH-3 シーキング哨戒ヘリコプター3機を運用できる能力を要求された。ただし、実際にはスペースが足りず、より小型のAB-204（後にはAB-212）4機の搭載となった。格納庫は上甲板上に設けられており、その直後の船尾甲板は30×16メートルのヘリコプター甲板とされた。
また「カイオ・ドゥイリオ」は、練習艦としての改装の際に従来の格納庫は士官候補生用の居住区と教室に転用され、その後方のヘリコプター甲板を削るかたちでヘリコプター2機分の格納庫が新設された。

## 同型艦
| #     | 艦名                              | 造船所               | 起工          | 進水           | 就役           | 除籍          |
| ----- | --------------------------------- | -------------------- | ------------- | -------------- | -------------- | ------------- |
| C 553 | アンドレア・ドーリア Andrea Doria | ティレーノ造船所     | 1958年5月11日 | 1963年2月27日  | 1964年2月23日  | 1991年7月19日 |
| C 554 | カイオ・ドゥイリオ Caio Duilio    | カステラマーレ造船所 | 1958年5月16日 | 1962年12月22日 | 1964年11月30日 | 1992年9月30日 |